# Хинкс, Уильям
Уильям Хинкс (англ. William Hincks; 1752—1797) — ирландский художник и гравёр.

## Биография
Родился в 1752 году в ирландском городе Уотерфорд.
В молодости был учеником кузнеца. Стал художником-самоучкой, его имя впервые появляется в 1773 году, когда он жил на улице Йорк-стрит в Дублине и был экспонентом портретов в обществе художников на улице Уильям-Стрит. Участвовал в выставках этого общества и в последующие годы, представляя свои работы, выполненные маслом и мелом. Его последнее появление в качестве экспонента в Дублине состоялось в 1780 году. Хинкс внес свой вклад в общество художников за свои портреты маслом и миниатюры.
В 1780 году он уехал в Лондон, и одной из первых его работ по приезде стала серия иллюстраций, предназначенных для издания «Tristram Shandi». В 1781 году он послал портрет, выполненный цветными мелками в лондонскую Королевскую академию художеств и продолжал выставляться в Лондоне до 1797 года, выполняя в основном миниатюры.
Находясь в Ирландии, Хинкс выполнил серию рисунков процесса льняного производства. Он выгравировал эти картины и показал в Лондоне в 1782 году. Серия состояла из двенадцати пластин, каждая размером 13 ½  на 16 ½ дюймов, которые показывали различные процессы, используемые в льняном производстве на севере Ирландии: от посева льна до упаковки на экспорт готового изделия в льняном зале (Linen Hall) в Дублине. Этот комплект гравюр был переиздан в 1791 году Робертом Поллардом.
Хинкс продолжал жить и работать в Лондоне, занимаясь гравюрой. Умер, вероятно, в 1797 году или вскоре после него.